# Borkowo Wielkie, Tỉnh West Pomeranian
Borkowo Wielkie [bɔrˈkɔvɔ ˈvjɛlkʲɛ] (tiếng Đức: Groß Borckenhagen) là một ngôi làng thuộc khu hành chính của Gmina Radowo Małe, thuộc quận Łobez, West Pomeranian Voivodeship, ở phía tây bắc Ba Lan.
Nó nằm khoảng 2 kilômét (1 mi) phía nam của Radowo Małe, 12 km (7 mi) phía tây obez và 63 km (39 mi) về phía đông bắc của thủ đô khu vực Szczecin.